# Château de Romprey
Le château de Romprey est situé à l'extrémité est de la rue de la soif du hameau de Romprey à Bure-les-Templiers, dans le département français de la Côte-d'Or.

## Localisation
Le château  est localisé au hameau de Romprey au sud du chef-lieu de Bure-les-Templiers, sur la RD 102J.

## Historique
Les Templiers s'établissent en Bourgogne sous la protection des sires de Grancey et de leur château-fort. Les fiefs de Romprey et Conclois, dépendants de la paroisse de Bure, leur sont alloués respectivement en 1203 par Eudes de Grancey et en 1299, avec un château, par la veuve de l'un des seigneurs de cette même maison. En 1474, Hérard de Baille est réputé devoir à frère Girard Duchampt, grand prieur de Champagne de l'ordre de Saint-Jehan-de-Jhérusalem, ce qu'il tient en la ville de Romprey.
Le château actuel est construit au début du XVIe siècle par Edme Régnier, sire de Romprey et lieutenant général du bailliage de la Montagne.

## Architecture
Le château se compose de quatre corps de logis dont la façade nord, presque aveugle, forme enceinte. Ses ailes en U ont été modifiées aux XVIIIe et XIXe siècles, avec l'adjonction d'une toiture en ardoises au lieu de la tuile traditionnelle.

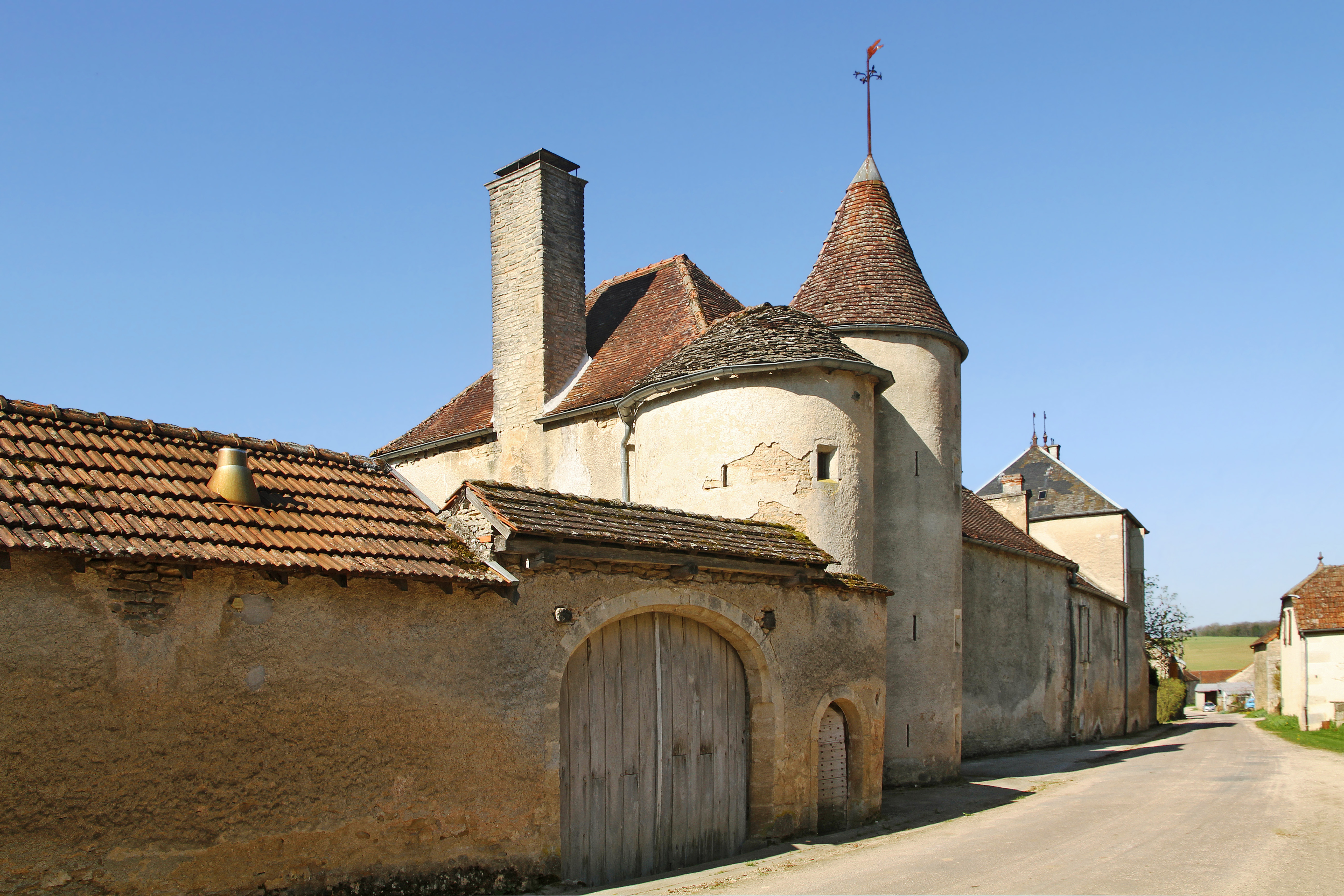
façade nord vue vers l'ouest
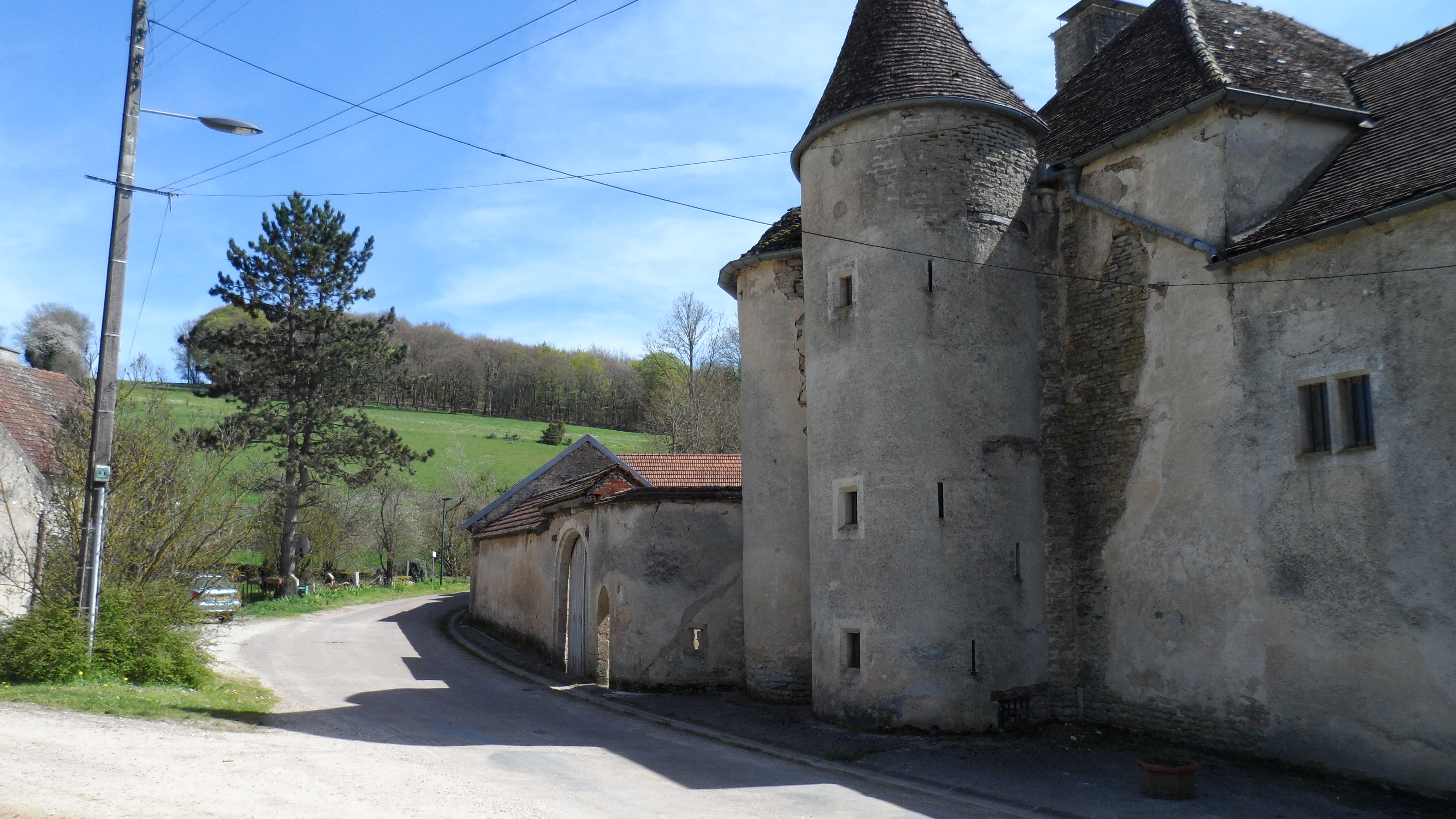
façade nord vue vers l'est
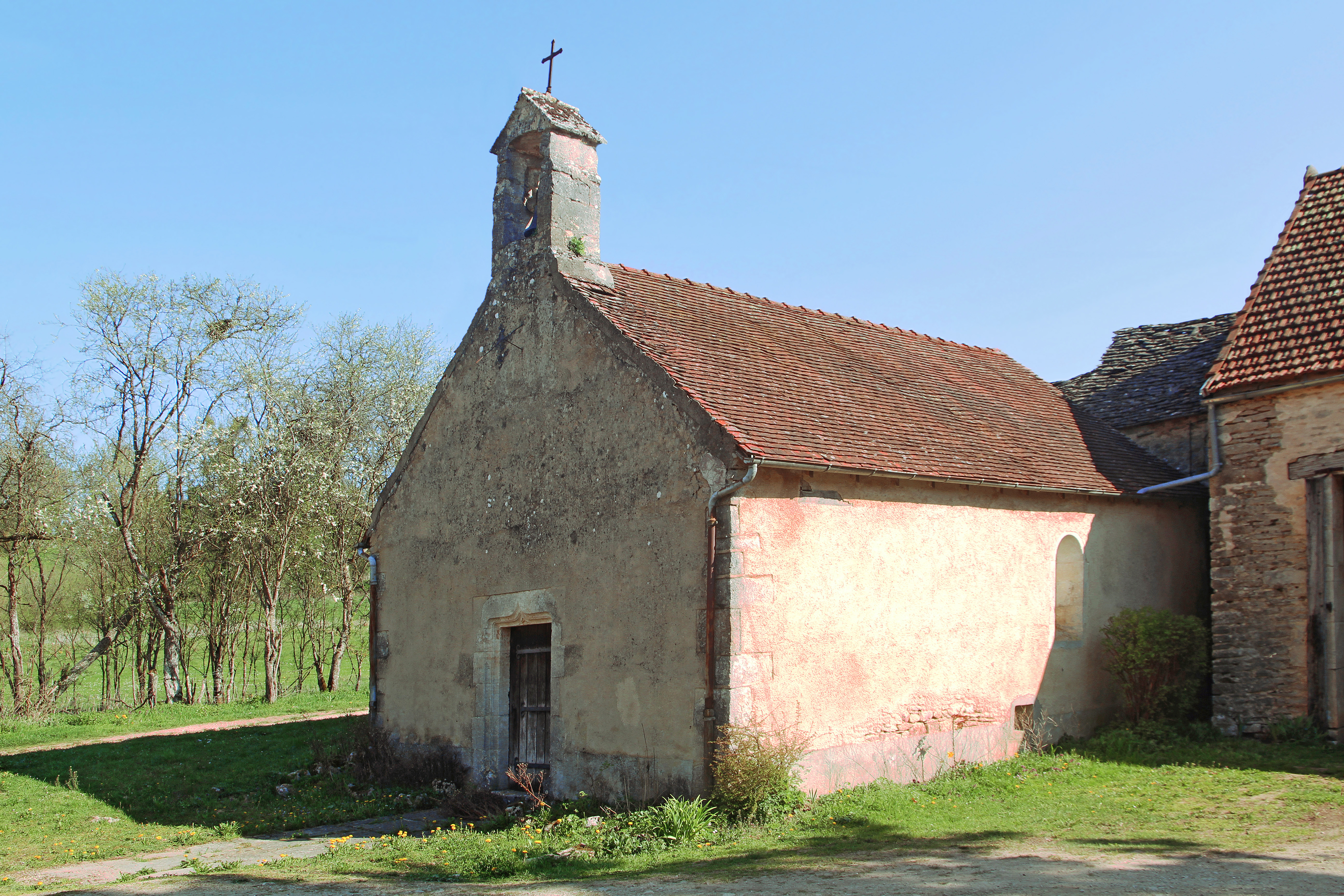
la chapelle Saint-Renobert

De l'autre côté de la route, la chapelle castrale, élevée en 1500, a été restaurée en 1933. À cette occasion, de belles peintures murales ont été découvertes et elle est inscrite aux monuments historiques pour ce décor intérieur par arrêté du 4 octobre 1996.

## Mobilier
Propriété privée : ne se visite pas.